# غار باستانی دربند A
غار باستانی دربند A مربوط به دوره نوسنگی است و در شهرستان رودبار، روستای رشی واقع شده و این اثر در تاریخ ۲۲ مرداد ۱۳۸۴ با شمارهٔ ثبت ۱۳۲۱۸ به‌عنوان یکی از آثار ملی ایران به ثبت رسیده است.